# Emma Schweiger
Emma Tiger Schweiger (* 26. Oktober 2002 in Los Angeles, Kalifornien) ist eine deutsch-US-amerikanische Schauspielerin.

## Leben
Emma Schweiger ist die jüngste Tochter des deutschen Schauspielers und Regisseurs Til Schweiger und der US-amerikanischen Unternehmerin Dana Schweiger sowie die Schwester von Luna und Lilli Schweiger.
Nach einem kleinen Auftritt als Statistin in Til Schweigers Film Barfuss gab sie im Alter von fünf Jahren ihr Filmdebüt im erfolgreichsten deutschen Kinofilm des Jahres 2007, Keinohrhasen, als Schauspielerinnen-Tochter Cheyenne-Blue. Auch in der 2009 erschienenen Fortsetzung Zweiohrküken spielte sie diese Rolle. Im Film Männerherzen aus demselben Jahr ist Schweiger ebenfalls in einer Nebenrolle neben ihrem Vater und Christian Ulmen zu sehen.
Ihre erste Hauptrolle hatte sie 2011 im Film Kokowääh als Magdalena, erneut an der Seite ihres Vaters. Im Sommer 2011 stand sie für die Sat.1-Tragikomödie Und weg bist du vor der Kamera, die am 4. September 2012 ausgestrahlt wurde. Ebenfalls 2011 moderierte sie mit ihren beiden Schwestern die deutsche Tierserie Die Pfotenbande. 2012 stand sie mit Til Schweiger für Kokowääh 2 vor der Kamera, der 2013 in den Kinos erschien. 2013 war sie mit ihrem Vater in einem Werbespot für das Online-Filmportal Watchever zu sehen und übernahm eine Sprechrolle in Til Schweigers Animationsfilm Keinohrhase und Zweiohrküken.
2014 stand sie gemeinsam mit ihrem Vater und Dieter Hallervorden für das Demenzdrama Honig im Kopf vor der Kamera, das am 15. Dezember 2014 Premiere hatte. Im März 2015 trat sie an der Seite von Johannes B. Kerner als Co-Moderatorin der ZDF-Sendung Das Spiel beginnt auf. Ebenfalls 2015 liefen die Dreharbeiten zur Kinderbuchverfilmung Conni & Co, in der sie die Titelrolle der Conni spielt. Der Film kam am 18. August 2016 in die Kinos. Im Sommer 2016 fanden die Dreharbeiten zur Fortsetzung Conni & Co 2 – Das Geheimnis des T-Rex statt, in der sie erneut die Titelrolle übernommen hat.
Im Mai 2016 war sie während des 827. Hamburger Hafengeburtstags die Taufpatin des Kreuzfahrtschiffs AIDAprima. Sie lebte einige Zeit vegan und warb 2018 im Rahmen der PETA-Kampagne Vegan ist nicht schwer für diesen Ernährungsstil, isst aber mittlerweile wieder Fleisch. Ab 2016 lebte sie fünf Jahre mit ihrer Mutter im US-amerikanischen Malibu und machte 2021 ihren High-School-Abschluss.
2021 war sie im Film Die Rettung der uns bekannten Welt in der Nebenrolle der Winnie und 2023 im Film Das Beste kommt noch! in der Nebenrolle der Julie, wieder an der Seite ihres Vaters in dessen Filmen zu sehen. Ebenfalls 2023 spielt sie in einer Gastrolle im Film Manta Manta – Zwoter Teil.

## Filmografie (Auswahl)

### Schauspiel
- 2005: Barfuss
- 2007: Keinohrhasen
- 2009: Männerherzen
- 2009: Zweiohrküken
- 2011: Kokowääh
- 2012: Und weg bist du (Fernsehfilm)
- 2013: Kokowääh 2
- 2013: Keinohrhase und Zweiohrküken (Stimme)
- 2014: Honig im Kopf
- 2016: Conni & Co
- 2017: Conni & Co 2 – Das Geheimnis des T-Rex
- 2018: Head Full of Honey
- 2021: Die Rettung der uns bekannten Welt
- 2021: Die wahre Schönheit
- 2023: Manta Manta – Zwoter Teil
- 2023: Das Beste kommt noch!

### Moderation
- 2011: Die Pfotenbande (12 Folgen)
- 2015: Das Spiel beginnt (Co-Moderation, eine Folge)

## Auszeichnungen und Nominierungen
- 2011: Nickelodeon Kids’ Choice Awards – Nominierung in der Kategorie Lieblingsstar: Deutschland, Österreich, Schweiz für den Film Kokowääh
- 2011: Video Champion – Nachwuchspreis
- 2011: New Faces Award – Nachwuchspreis
- 2012: Romy (Fernsehpreis)

## Publikationen
- mit Faye Montana: Die Freundinnen-Challenge, Edel:Kids Buch 2019, ISBN 978-3-961-29094-9.